# Terror Squad: The Album
Terror Squad: The Album es el álbum debut del grupo Terror Squad, en el que se incluye el éxito "Whatcha Gon Do?". El álbum vendió unas 250.000 copias.

## Lista de canciones
| #  | Título                 | Cantantes                                                        | Productores            | Duración |
| -- | ---------------------- | ---------------------------------------------------------------- | ---------------------- | -------- |
| 1  | "In for Life"          | Big Pun, Triple Seis, Prospect, Cuban Link, Fat Joe              | Ron Lawrence           | 4:29     |
| 2  | "Pass the Glock"       | Big Pun, Fat Joe, Prospect, Triple Seis, Cuban Link & Armageddon | Yogi                   | 4:00     |
| 3  | "'99 Live"             | Prospect                                                         | Alchemist              | 4:13     |
| 4  | "Whatcha Gon Do?"      | Big Pun                                                          | Juju                   | 3:20     |
| 5  | "Triple Threat"        | Big Pun, Armageddon & Cuban Link                                 | The Infinite Arkatechz | 4:03     |
| 6  | "War"                  | Triple Seis                                                      | V.I.C.                 | 3:05     |
| 7  | "Bring It On"          | Fat Joe                                                          | Alchemist              | 3:54     |
| 8  | "As the World Turns"   | Cuban Link, Triple Seis, Prospect, Tony Sunshine                 | Noodles                | 4:32     |
| 9  | "Gimme Dat"            | Armageddon                                                       | Armageddon             | 3:37     |
| 10 | "Feelin' This"         | Armageddon, Prospect & Big Pun                                   | Armageddon             | 4:20     |
| 11 | "All Around the World" | Cuban Link                                                       | Don "A.P." Sellers     | 3:59     |
| 12 | "Tell Me What U Want"  | Fat Joe, Armageddon, Cuban Link, Tony Sunshine                   | Young Lord             | 4:45     |
| 13 | "Rudeboy Salute"       | Fat Joe, Big Pun, Buju Banton                                    | Buckwild               | 4:14     |
| 14 | "My Kinda Girls"       | Cuban Link, Tony Sunshine                                        | LA' Smouve             | 3:56     |
| 15 | "Payin' Dues"          | Armageddon, Keith Nut                                            | Armageddon             | 3:51     |
| 16 | "www.thatsmyshit.com"  | Fat Joe, Triple Seis, The Bleach Brothers                        | Dirtman                | 3:41     |